# Akrozephalopolydaktyle Dysplasie
Die Akrozephalopolydaktyle Dysplasie oder nach ihrem Erstbeschreiber auch Elejalde-Syndrom genannt ist ein sehr seltenes angeborenes Fehlbildungssyndrom gekennzeichnet durch erhöhtes Geburtsgewicht, massigen Körper mit Hautverdickung, Organvergrößerung und Fibrosierungen.

## Epidemiologie
Die Vererbung erfolgt autosomal-rezessiv. Die Häufigkeit wird mit unter eins auf eine Million angegeben.

## Klinik
Die Erkrankung manifestiert sich bereits in der Neugeborenenperiode mit Polydaktylie, Omphalozele, Vergrößerung von Leber und Milz sowie Nierendysplasie, kurzem Hals mit vermehrten Hautfalten und auffallend hohem Geburtsgewicht.
Ferner können Schädeldeformierung, z. B. Turmschädel  infolge vorzeitigen Nahtverschlusses auftreten.